# Carl Jakob Sundevall

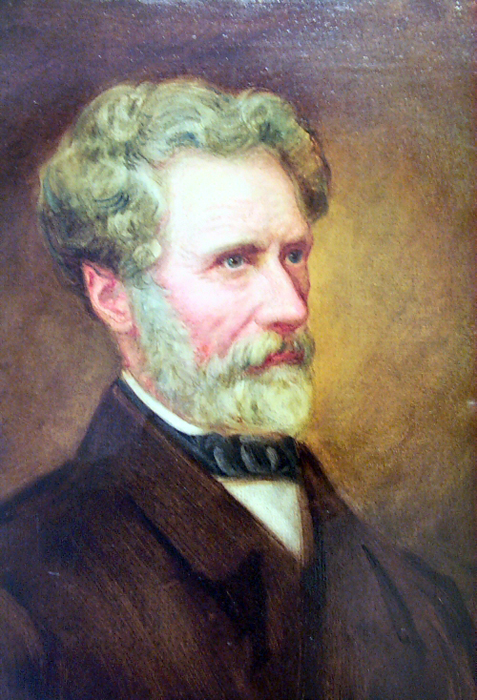
Carl Jakob Sundevall

Carl Jakob Sundevall (n. 1801, Högestad, Suedia – d. 1875) a fost un zoolog suedez. Și-a efectuat  studiile superioare la Universitatea din Lund, unde a susținut cu succes teza de doctor în 1823, în domeniul filozofiei.  Călătorind în Asia de Est,  Carl Sundevall a studiat medicina, obținânt titlu de doctor în medicină în 1830.

Carl Sundevall a clasificat și a descris mai multe specii de păsări, insecte și arahnide, atât din Suedia cât și din alte state din lume. 